# Stade en eaux vives de Sainte-Suzanne
Le stade en eaux vives de Sainte-Suzanne est un stade d'eau vive situé à Sainte-Suzanne, sur l'île de La Réunion. Inauguré le 26 juillet 2013, c'est le cinquième équipement de ce type en France. Il est alimenté par les eaux de la rivière Sainte-Suzanne, dont il occupe la rive gauche près de son embouchure.
La rivière de compétition, qui fait 250 mètres de long, est complétée d'une rivière d'initiation de 50 mètres. Le débit de la station de pompage est de 12 m3/s.
Durant la pandémie de Covid-19, le stade devient un lieu d'entraînement privilégié pour les champions européens qui pendant l'hiver boréal fréquentaient précédemment d'autres sites de l'hémisphère sud désormais moins aisément accessibles en raison de la fermeture des frontières et des nouveaux protocoles sanitaires, par exemple en Australie. Parmi eux, Andrea Herzog et Jiří Prskavec se déplacent à La Réunion à au moins deux ou trois reprises. Ceci donne lieu à l'établissement de la Run Slalom, une compétition annuelle lancée en 2021.